# Santa Filomena (Pernambuco)
Santa Filomena è un comune del Brasile nello Stato del Pernambuco, parte della mesoregione del Sertão Pernambucano e della microregione di Araripina.